# 北湯沢温泉

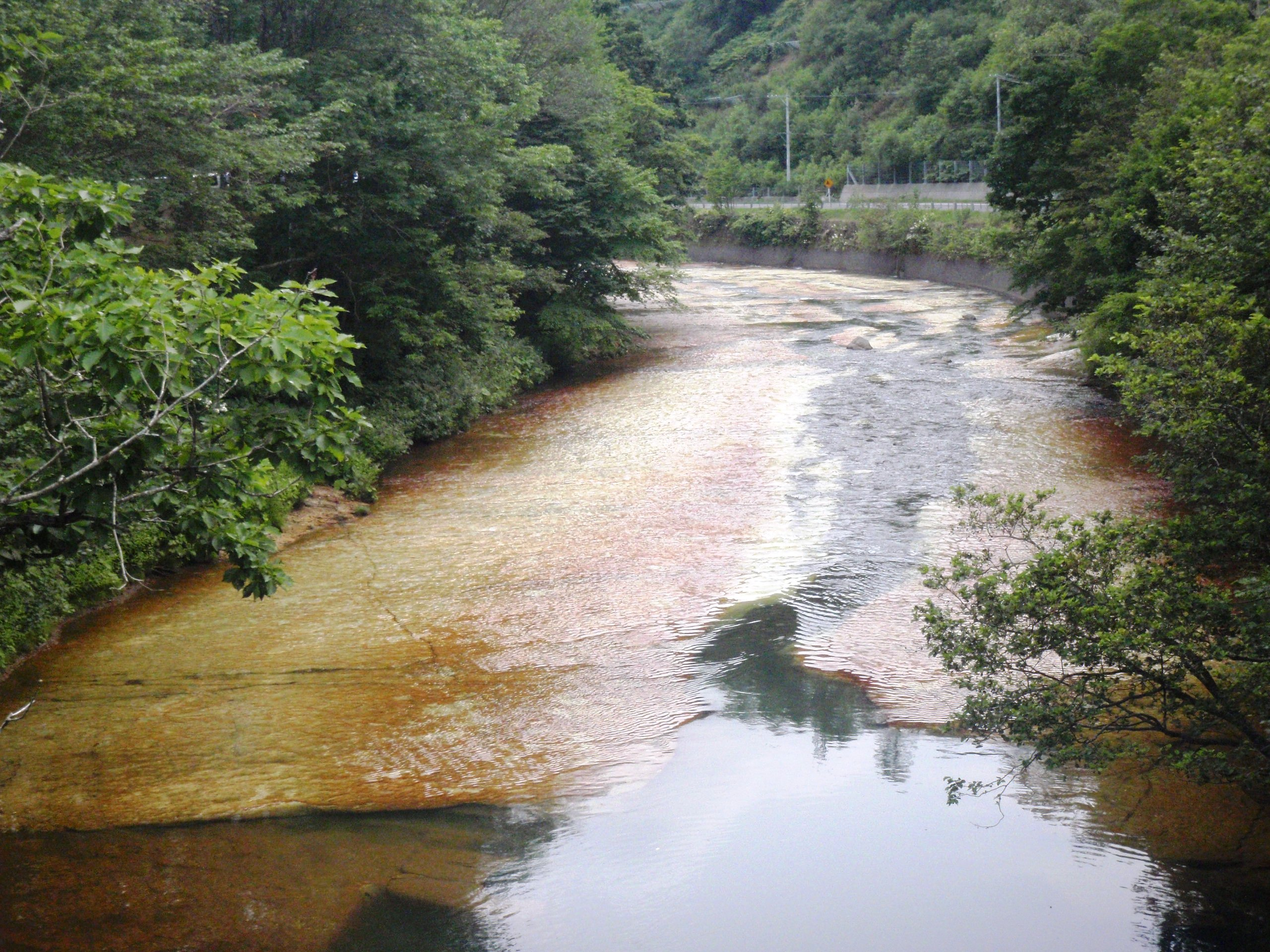
白絹の床

北湯沢温泉（きたゆざわおんせん）は、北海道伊達市大滝区北湯沢温泉町にある温泉である。

## 泉質
- 硫黄泉
- 単純温泉など
  - 源泉温度70〜93 ℃

源泉は長流川の川底から湧出している箇所もある。

## 温泉街と宿泊施設
長流川沿いに宿泊施設が8軒存在する。川の東岸には大型ホテルが2軒、西岸には比較的小規模な旅館・民宿が並ぶ。共同浴場は存在せず、日帰り入浴は宿泊施設の日帰り入浴を利用する。
長流川は北湯沢地区で、河床が黄色い緑色凝灰岩の岩盤となる流れになり、「白絹の床」と名付けられた観光名所となっている。

## 歴史
1882年（明治15年）、壮瞥町に入植していた上野梅吉が北湯沢温泉を開いたとされている。当時「梅吉温泉」として営業を行っていたが始めた時期は不明である。1912年（大正元年）、梅吉温泉を横山助八に譲り「横山温泉」に名前を変えたとされている。横山温泉は2000年（平成12年）頃まで営業を行っていたが現在では廃業しており、建物は解体され現存していない。
1897年（明治30年）、藤原平兵衛が長流川上流原野にて植民地改革の測量作業をしている最中に偶然川から白い煙が立っているのを見つけ、温泉経営を始めたとされている。ただしその温泉名は不明である。この功績が称えられ1923年（大正12年）11月に「藤原平兵衛氏草分記念碑」が建てられた。
- 1940年（昭和15年）12月15日　胆振縦貫鉄道（後に国鉄胆振線）開通により、優園駅（後に北湯沢駅）開業。
- 1957年（昭和32年）9月27日　厚生省告示第310号により国民保養温泉地に指定。
- 1984年（昭和59年）　国道276号美笛峠が開通、千歳・札幌方面からの車の便が良くなった。
- 1986年（昭和61年）11月1日　胆振線廃止。旧北湯沢駅跡地にはその後温泉ホテル「湯元名水亭（現・緑の風リゾートきたゆざわ）」、「湯元第二名水亭（現・きたゆざわ森のソラニワ）」が建てられた（「緑の風リゾートきたゆざわ」の入口付近に「旧国鉄胆振線北湯沢駅跡」という標柱が立っている）。

## アクセス
- 道南バスで「北湯沢温泉」または「白絹の床」下車。
  - 室蘭本線・伊達紋別駅からバスで約50分
  - 函館本線・倶知安駅からバスで約1時間30分
- 道央自動車道伊達ICから車で約40分